# Episodi di Harley in mezzo (seconda stagione)
La seconda stagione di Harley in mezzo va in onda negli Stati Uniti su Disney Channel dal 6 gennaio 2017 e in Italia dal 1° dello stesso anno. In chiaro va in onda dal 15 aprile 2019 su Boing.
| nº | Titolo originale                   | Titolo italiano                            | Prima TV USA      | Prima TV Italia   |
| -- | ---------------------------------- | ------------------------------------------ | ----------------- | ----------------- |
| 1  | Stuck in Lockdown                  | Harley e l'isolamento                      | 6 gennaio 2017    | 1 giugno 2017     |
| 2  | Stuck Without a Ride               | Harley e l'esame di guida                  | 13 gennaio 2017   | 1 giugno 2017     |
| 3  | Stuck in the Quinceañera           | Harley e la quinceanera                    | 20 gennaio 2017   | 8 giugno 2017     |
| 4  | Stuck in the Diaz of Our Lives     | Harley e la vita dei Diaz                  | 27 gennaio 2017   | 15 giugno 2017    |
| 5  | Stuck in the Waterpark - The Movie | Harley e le vacanze all'acquapark          | 3 febbraio 2017   | 16 giugno 2017    |
| 6  | Stuck in a Commercial              | Harley e la pubblicità                     | 10 febbraio 2017  | 17 settembre 2017 |
| 7  | Stuck in the School Photo          | Harley e la foto di classe                 | 17 febbraio 2017  | 23 settembre 2017 |
| 8  | Stuck in a Slushy War              | Harley e la guerra delle granite           | 24 febbraio 2017  | 24 settembre 2017 |
| 9  | Stuck in the Garage Sale           | Harley e la vendita dell'usato             | 3 marzo 2017      | 1 ottobre 2017    |
| 10 | Stuck in the Diaz Easter           | Harley e la Pasqua dei Diaz                | 7 aprile 2017     | 1 aprile 2018     |
| 11 | Stuck in the Beast-Day Party       | Harley e il compleanno di Beast            | 14 aprile 2017    | 8 ottobre 2017    |
| 12 | Stuck without Devices              | Harley e il giorno senza tecnologia        | 21 aprile 2017    | 22 ottobre 2017   |
| 13 | Stuck with a Boy Genius            | Harley e il ballo di primavera             | 28 aprile 2017    | 5 novembre 2017   |
| 14 | Stuck with a Bad Influence         | Harley e il coraggio di Ellie              | 2 giugno 2017     | 12 novembre 2017  |
| 15 | Stuck in a Good Deed               | Harley e il duo Diaz                       | 9 giugno 2017     | 25 marzo 2018     |
| 16 | Stuck Dancing with My Dad          | Harley e Ballando con papà                 | 16 giugno 2017    | 10 dicembre 2017  |
| 17 | Stuck in a Gold Medal Performance  | Harley e l'esibizione della medaglia d'oro | 23 giugno 2017    | 15 ottobre 2017   |
| 18 | Stuck in a New Room                | Harley e la nuova camera                   | 15 settembre 2017 | 18 marzo 2018     |
| 19 | Stuck with a Dangerous House       | Harley e la casa di Daphne                 | 22 settembre 2017 | 3 dicembre 2017   |
| 20 | Stuck with a New Friend            | Harley e la nuova amica                    | 29 settembre 2017 | 15 aprile 2018    |
| 21 | Stuck in a Merry Scary             | Harley e il tempo di Halloween             | 6 ottobre 2017    | 29 ottobre 2017   |
| 22 | Stuck with a Hook, Line and Sinker | Harley e l'Honolulu danario                | 13 ottobre 2017   | 17 dicembre 2017  |